# バルバドスの国旗
バルバドスの国旗（バルバドスのこっき）は、1966年11月30日の独立時に制定された。
国旗のデザインは公募によって決定され、バルバドスの美術教師グラントリ・プレスコッドの案が採用された。
旗は青、金、黒で塗り分けられている。左右の青色はカリブ海、大西洋、空、金色は砂浜を表している。中央の金色地の部分には、三叉戟（三叉の矛）があしらわれており、独立前のバルバドスの記章に描かれていた海の支配者であるブリタニア像が持っていた矛が元になっている。折れた柄は植民地時代からの決別を、三叉はそれぞれ「民主主義」「政府議会」「民衆」を意味している。矛は海の神ポセイドン（ネプチューン）のシンボルでもあり、バルバドスにとっての海の重要性を表している。

?軍艦旗
?イギリス領時代の旗（1870年–1966年）
?西インド連邦の旗